# LittleBigPlanet 2
LittleBigPlanet 2 — компьютерная игра, разработанная Media Molecule и изданная Sony Computer Entertainment для PlayStation 3. Продолжение игры LittleBigPlanet, представляющая собой объединение жанров из головоломки, платформера и редактор уровней. Впервые была анонсирована на сайте компании Media Molecule 10 мая 2010 года.
Как и в прошлой версии игры игроки могут наряжать своего героя, изменять его внешность (например, приклеивать нос) и наряжать в мужскую и женскую одежду. Таким образом из тряпичного человечка неопределённого пола получается мальчик (англ. Sackboy) или девочка (англ. Sackgirl), в зависимости от предпочтений игрока.
Первоначально выпуск игры был запланирован на ноябрь 2010 года, но в сентябре представитель Sony Computer Entertainment Europe сообщил, что выход переносится на январь 2011 года. Задержка была объяснена тем, что разработчики решили больше времени потратить на полировку игры.
Онлайн-функции игры были официально отключены 13 сентября 2021 года, вместе с игровыми сервисами для LittleBigPlanet (2008), LittleBigPlanet PS Vita и версии LittleBigPlanet 3 для PlayStation 3.

## Разработка
Разговоры о возможном продолжении игры ходили ещё в 2009 году. 8 июля 2009 года в интервью порталу gamesindustry.biz один из основателей Media Molecule Алекс Эванс (англ. Alex Evans) заявил, что огромным богатством обернулся бы весь созданный для LittleBigPlanet контент, если бы и продолжение игры имело к нему доступ. На конкретный вопрос о том, готовится ли продолжение игры, Алекс ответил более скрытно: «Скажем так, я бы хотел, чтобы игра получила продолжение. Это ни в коем случае не анонс, но вся команда Media Molecule работает над LittleBigPlanet».
До официального анонса LittleBigPlanet2 в сеть просочилась информация о том, что Media Molecule работает над продолжением игры LittleBigPlanet. В журнале twitter музыканта Ochre в середине апреля 2010 года появилась запись о том, что музыкант лицензировал свой трек под названием Infotain Me для использования в игре Little Big Planet 2.

## Поддержка Playstation Move
Представители Sony на конференции разработчиков игр (англ. Game Developers Conference) продемонстрировали несколько уровней игры LittleBigPlanet 2, которые поддерживали работу с контроллером PlayStation Move. Игроки, используя контроллер, могли брать и перемещать различные предметы по уровню. Было подтверждено, что игра будет поддерживать Playstation Move, но данный контроллер не будет единственным эксклюзивным устройством для осуществления управления тряпичным человечком.
Поддержка Move была добавлена в обновлении игры 1.06 в сентябре 2011 года.

## Отличия от LittleBigPlanet
Главное отличие LittleBigPlanet 2 от оригинала заключается именно в наличии сюжетной линии. Вам предлагается спасти Маленькую Большую Планету от страшной опасности, попутно посетив огромное количество интересных локаций и встретившись с разнообразными персонажами.
Основная идея игры осталась той же — это платформер со знаменитым редактором уровней, в который можно играть либо одному, либо совместно с компанией. Создателями были созданы новые уровни для прохождения. Количество инструментов и объектов, с которыми можно взаимодействовать в игре, было существенно увеличено.
К тому же редактор уровней был усовершенствован: добавлено несколько сотен новых параметров и функций а также AI Sackbots. Была улучшена работа с объектами, которые можно создавать и использовать в игре, и с инструментами их управления. Пользователи могут полностью определить поведение того или иного объекта в игре, запрограммировать логику его работы и реакцию на воздействие. Так же разработчики подчеркнули, что у игроков теперь в руках инструмент, который позволит им создать свою игру — не отдельный уровень, подчиняющийся общим законам игры, как это было в LittleBigPlanet, а абсолютно отличный от оригинала мир со своими уникальными персонажами и механизмами.
Полный русский перевод материала со списком изменений и нововведений LittleBigPlanet 2, который составили люди, игравшие в раннюю версию игры, можно прочесть по этой ссылке. littlebigrussia.ru. Дата обращения: 6 августа 2019..

## Коллекционное издание
В коллекционное издание помимо самой игры, вошло:
- Оригинальная полка для хранения ваших дисков и книжек.
- Сэкбой (ограниченное количество)
- Эксклюзивные DLC.
- Костюмы животных: крокодил, стервятник, кобра.

## Критика
| Сводный рейтинг | Сводный рейтинг |
| Агрегатор       | Оценка          |
| --------------- | --------------- |
| GameRankings    | 92,04 %         |

LittleBigPlanet 2 получила премию BAFTA в области игр 2012 года в номинациях «Family» и «Game Innovation».

## Интересные факты
- Перед выходом игры Uncharted 3: Drake’s Deception в продажу объявлено, что моделька главного героя серии игр Uncharted Натана Дрейка станет доступна для игры LittleBigPlanet 2[10].